# Theridion pyramidale
Theridion pyramidale är en spindelart som beskrevs av Ludwig Carl Christian Koch 1867. Theridion pyramidale ingår i släktet Theridion och familjen klotspindlar. Inga underarter finns listade i Catalogue of Life.